# Megaselia tubulifera
Megaselia tubulifera är en tvåvingeart som beskrevs av Borgmeier 1962. Megaselia tubulifera ingår i släktet Megaselia och familjen puckelflugor. Inga underarter finns listade i Catalogue of Life.